# Alberto Iglesias (actor)
Alberto Iglesias (Santander, Cantàbria, 1975) és un director, actor i dramaturg espanyol.

## Trajectòria
En 1993 es va incorporar al grup teatral La Machina-Teatro, en el qual es va mantenir integrat fins a 2000, intervenint amb ells en una dotzena d'obres teatrals. Des de llavors ve desenvolupant una prolífica carrera en la qual ha tingut ocasió d'interpretar obres de William Shakespeare, Tennessee Williams, John Steinbeck o Eugene O'Neill, ccompartint escenari entre d'altres, amb Núria Espert, José Pedro Carrión, Carlos Hipólito, Concha Velasco, Mario Gas o Vicky Peña.
El seu rostre aconsegueix major popularitat en 2011-2012 quan passa a formar part de l'elenc de la popular sèrie de televisió Arrayán, emesa per Canal Sur.
Com a director d'escena el 1999 es va estrenar amb l'obra Jardines de la Distancia.

## Autor teatral
n els seus últims anys ha desenvolupat també una trajectòria com a autor i algun dels seus títols li han valgut diversos premis. És el cas de Nasdrovia Chéjov, Premis Ercilla i Max de Teatre o Descubriendo, que es gerundio, Premis de la SGAE.
- Bel canto (2016). Premi Jesús Campos.[3]
- Sócrates. Juicio y muerte a un ciudadano. (2016) Coautor amb Mario Gas.[4]
- Nosotras (2014).
- La playa (2012).
- Cristo Hembra (2008).
- Como un caballo sediento amarrado a las puertas de un saloon (2008).
- Marianela (2007).
- Nasdrovia Chéjov (2005). Premi Ercilla de Teatre 2006. Premi Max Espectacle Revelació 2006
- Mujeres de sangre y aire (2005).
- La mar de amigos (2005).
- El hermano de Sacho (2004).
- Una aventura en el tiempo (2004).
- Bebé (2003).
- Me la maravillaría yo (2003).
- 7x4=28 (2000).
- Peregrinos (2000).
- El carnaval de los animales (1999).

## Interpretacions de teatre
- El concierto de San Ovidio (2018).
- Sócrates. Juicio y muerte a un ciudadano (2016).
- Largo viaje del día hacia la noche (2014).
- Cuarteto del alba (2014).
- Don Juan (2013).
- Hécuba (2013).
- Serena apocalipsis (2013).
- De ratones y hombres (2012).
- Primera noticia de la catástrofe (2011).
- Un tranvía llamado deseo (2010).
- Jerez, ciudad deseada (2010).
- Glengarry Glen Ross (2009).
- Ríanse del hipopótamo (2009).
- Diktat (2009).
- Belgrado (2009).
- El Ángel de la Luz (2008).
- La torre sangrienta (2008).
- El último templario de Jerez (2007).
- El Dios Tortuga (2007).
- Cyrano de Bergerac (2007).
- Quartet (2007).
- La memoria del vino (2006).
- La Tempestad (2006).
- Hamlet (2006).
- EL carro de los cómicos (2005).
- El último templario de Jerez (2005).
- Castelvines y Monteses (2005).
- Eduardo II de Inglaterra (2004).
- Cara de plata (2002).
- El hilo de Ariadna (2001).
- La danza del sapo (2000).
- Palabra de Hierro (2000).
- Peregrinos (2000).
- El carnaval de los animales (1999).
- El dolor del tiempo (1998).
- Llanto por Ignacio Sánchez Mejías (1997).
- Juglares del centenario (1997).
- El patito feo (1997).
- Madre Prometeo (1996).
- Michín y las nubes (1995).
- El aprendiz (1995).
- Duende (1995).
- La sangre de Macbeth (1994).
- Juglares y otras hierbas (1993).